# Príncipes salvajes
Príncipes salvajes (Delincuentes) è un film del 2024 diretto da Humberto Hinojosa Ozcariz.

## Trama
Partendo da piccole malefatte per poter arrivare ad attività più pericolose, un gruppo di adolescenti benestanti comincia a commettere crimini sempre più gravi ma con conseguenze tragiche ma non per loro.

## Distribuzione
Il film è stato distribuito sulla piattaforma Netflix il 28 agosto 2024.